# Mabruka
Mabruka (arab. مبروكة) – miasto w Syrii, w muhafazie Al-Hasaka. W 2004 roku liczyło 6325 mieszkańców.